# Mont Democrat
Pour les articles homonymes, voir Démocrate.
Le mont Democrat, en anglais Mount Democrat, est un sommet montagneux américain dans les comtés de Lake et de Park, au Colorado. Il culmine à 4 312 mètres d'altitude dans le chaînon Mosquito. Il est protégé au sein de la forêt nationale de Pike et de la forêt nationale de San Isabel.